# Raučua
Raučua, Raučuvan nebo Velká Baranicha (rusky Раучуа, Раучуван nebo Большая Бараниха) je řeka v Čukotském autonomním okruhu v Rusku. Je 323 km dlouhá. Povodí má rozlohu 15 400 km².

## Průběh toku
Pramení na Ilirnejském krjaži. Protéká skrze Raučuanský hřbeta ústí do Východosibiřského moře několika rameny.

## Vodní stav
Zdroj vody je převážně sněhový a dešťový.